# Orb
Pour les articles homonymes, voir ORB.
L’Orb [ɔʁb] est un fleuve côtier français de la région Occitanie, qui traverse les départements de l'Aveyron et de l'Hérault où il se jette dans la mer Méditerranée.
Il sépare les massifs de l’Escandorgue à l’est et de l'Espinouse à l'ouest avant de traverser les monts de Faugères, au débouché desquels il entre dans la plaine biterroise où il se jette dans la Méditerranée à Valras-Plage.

## Géographie
La longueur de son cours est de 135,6 km.

### Parcours

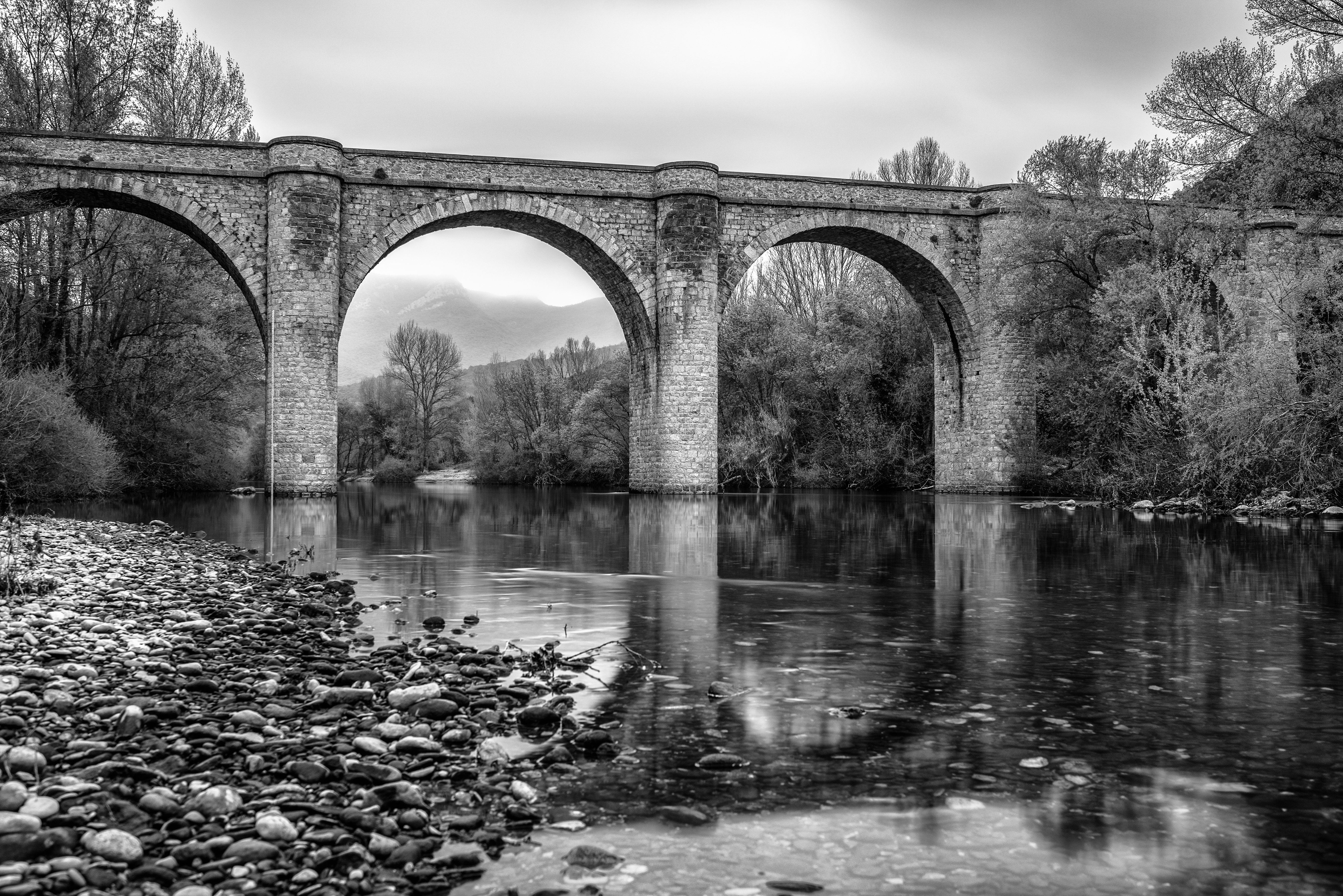
Le pont de Ceps sur l'Orb à Roquebrun. Mars 2021.

Il prend sa source dans les monts de l'Escandorgue au mont Bouviala (Aveyron), alt. 884 mètres, dans la commune du Clapier, proche du village de Roqueredonde. Entre Ceilhes-et-Rocozels et Avène, il remplit le lac du barrage des monts d'Orb, avant de s’écouler dans les gorges de l’Orb jusqu’au Bousquet-d'Orb. À la hauteur de Bédarieux, le fleuve amorce une courbe pour couler vers l’ouest et contourner les monts de Faugères. Après avoir passé la hauteur de la ville thermale de Lamalou-les-Bains, il tourne vers le sud à hauteur de Tarassac où il est rejoint par le Jaur, et sépare les vignobles de Faugères et de Saint-Chinian par des gorges étroites, en direction de Roquebrun. Quelques kilomètres en amont de Cessenon-sur-Orb, il rejoint la plaine biterroise et atteint Béziers où il croise le canal du Midi. Il est rejoint par le Lirou au pied du pont vieux. Environ 15 km après Béziers, l’Orb se jette dans la mer Méditerranée à la station balnéaire de Valras-Plage.

### Communes et cantons traversés
Dans les deux départements de l'Aveyron et de l'Hérault, l'Orb traverse les trente-trois communes suivantes, dont trois seulement dans l'Aveyron, des Aires (34600), Avène (34019), Bédarieux (34600), Béziers (34500), Le Bousquet-d'Orb (34038), Causses-et-Veyran (34061), Cazouls-lès-Béziers (34069), Ceilhes-et-Rocozels (34071), Cessenon-sur-Orb (34074), Le Clapier (12067), Colombières-sur-Orb (34080), Cornus (12077), Fondamente (12155), Hérépian (34119), Joncels (34121), Lamalou-les-Bains (34126), Lignan-sur-Orb (34140), Lunas (34144), Maraussan (34148), Mons (34160), Murviel-lès-Béziers (34178), Le Poujol-sur-Orb (34211), Romiguières (34231), Roquebrun (34232), Roqueredonde (34233), Saint-Martin-de-l'Arçon (34273), Sauvian (34298), Sérignan (34410), Thézan-lès-Béziers (34310), La Tour-sur-Orb (34312), Valras-Plage (34324), Vieussan (34334), Villeneuve-lès-Béziers (34336).

### Toponymes
L'Orb a donné son hydronyme aux six communes suivantes de Cessenon-sur-Orb, Colombières-sur-Orb, La Tour-sur-Orb, Le Bousquet-d'Orb, Le Poujol-sur-Orb et Lignan-sur-Orb.

### Bassin versant
L'Orb traverse les neuf zones hydrographiques Y250, Y251, Y252, Y253, Y254, Y255, Y256, Y257, Y258 pour une superficie totale de 1 585 km2. Ce bassin versant est constitué à 62,43 % de « forêts et milieux semi-naturels », à 32,61 % de « territoires agricoles », à 4,48 % de « territoires artificialisés », à 0,27 % de « zones humides » et à 0,20 % de « surfaces en eau ».

### Organisme gestionnaire
L'organisme gestionnaire est l'EPTB SMVOL syndicat mixte des Vallées de l'Orb et du Libron. Le SAGE des bassins versants de l'Orb et du Libron, « élaboré depuis 2009, est soumis à enquête publique à partir du 30 octobre 2017 ». Il est devenu EPTB depuis le 21 juin 2018.

## Affluents

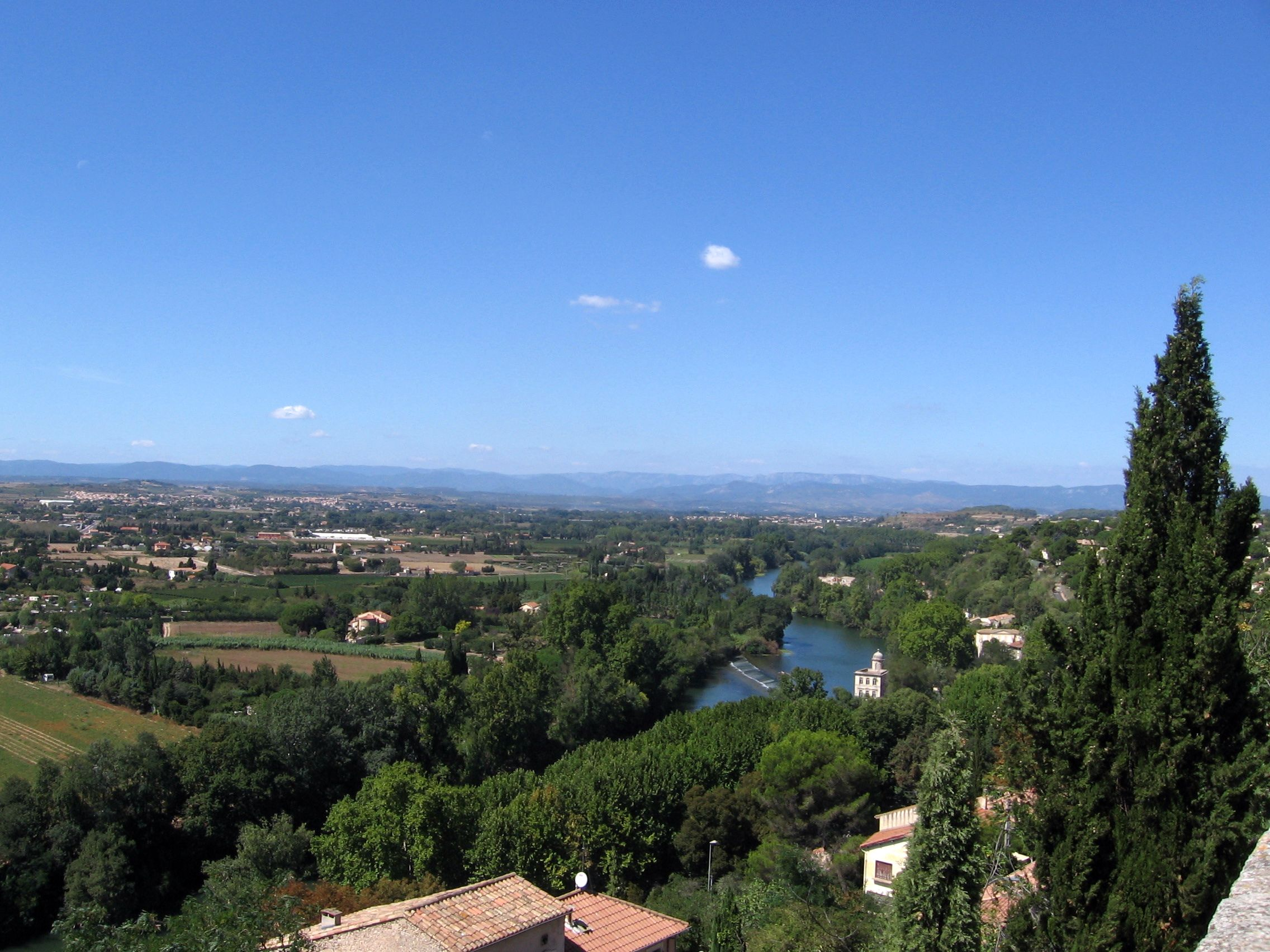
L’Orb dans la plaine du Languedoc. Dans le fond : le massif du Caroux-Espinouse.

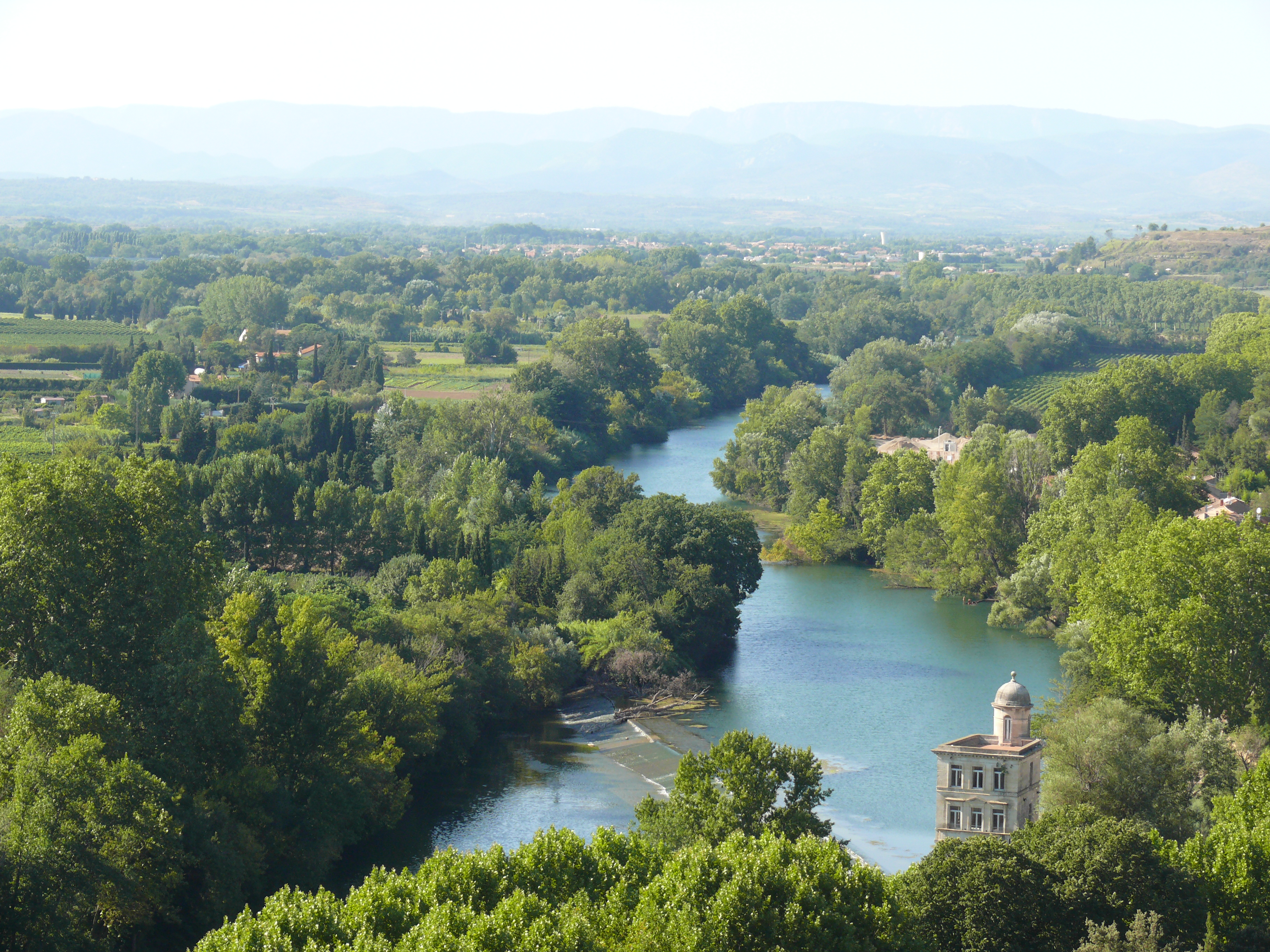
L’Orb à Béziers.

L'Orb a cent-huit affluents référencés dont :
- l'Engayère, 2,7 km ;
- L'Aube, 3,7 km ;
- la Verenne, 9,6 km ;
- la Tès, 9,1 km ;
- L’Arnoye (rg[note 1]), 8,3 km sur les quatre communes de Avène, le Bousquet-d'Orb, Lunas et Joncels ;
- Le Graveson (rg), 12,9 km confluent à Pont-d'Orb ;
- Le Vernoubrel (rg), 10,2 km ;
- Le Vèbre (rg), 6,7 km confluent à Bédarieux ;
- Les Douses (affluent du Vèbre), confluent à Bédarieux ;
- Le Vals, confluent à Bédarieux ;
- La Mare (rd), 29,4 km confluent à Hérépian ;
- Le ruisseau Casselouvre, confluent de la Mare à Saint-Gervais ;
- Le Rieu Pourquié, confluent à Hérépian ;
- Le Ruisseau de Madale (rd) ;
- Le Bitoulet, 9,6 km confluent à Lamalou-les-Bains ;
- Le Rec Grand ;
- Le Ruisseau d'Arles 9,4 km sur les deux communes de Colombières-sur-Orb et Rosis ;
- Le Ruisseau d'Albine ;
- L'Héric (rd), 13,9 km ;
- Le Jaur (rd), 30 km ;
- L'Escagnès (rd) ;
- La Laurenque (rd) ;
- Le Rieuberlou (rd) ;
- Le Vernazobre ou Vernazobres (rd), 24,3 km ;
- Le Landeyran ;
- Le Ronnel ;
- Le Rieutort (rg) 17,8 km sur cinq communes avec neuf affluents ;
- Le Taurou (rg) 24,9 km ;
- Le Ruisseau de Bagnols ;
- Le Lirou (rd) 29,6 km ;
- Le Merdenson ;
- Le Vernoubrel (rg) ;
- Le Saintouyre (rg).

## Hydrologie

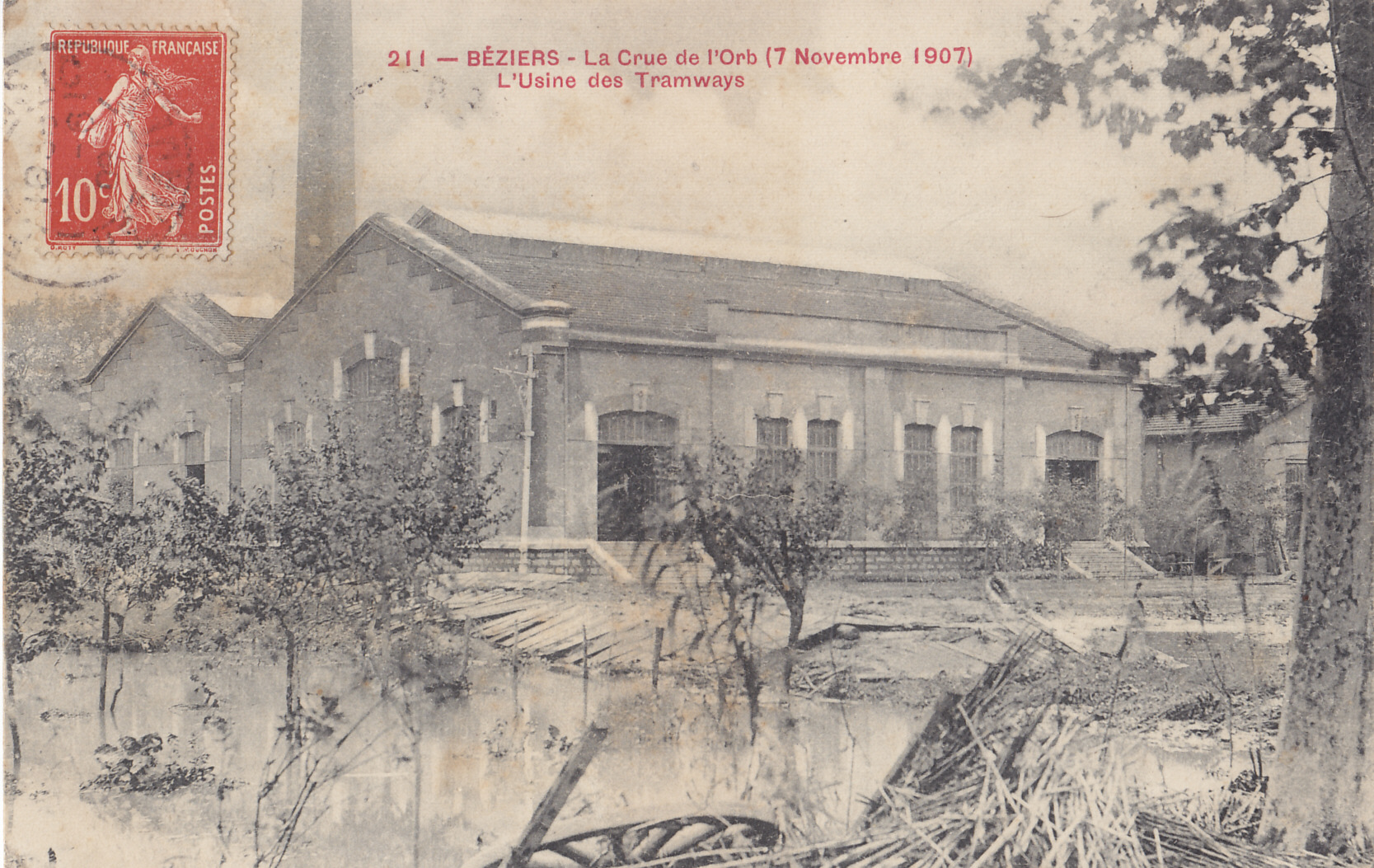
Inondations de l'Orb, le 7 novembre 1907, aux abords de l'usine électrique du tramway de Béziers.

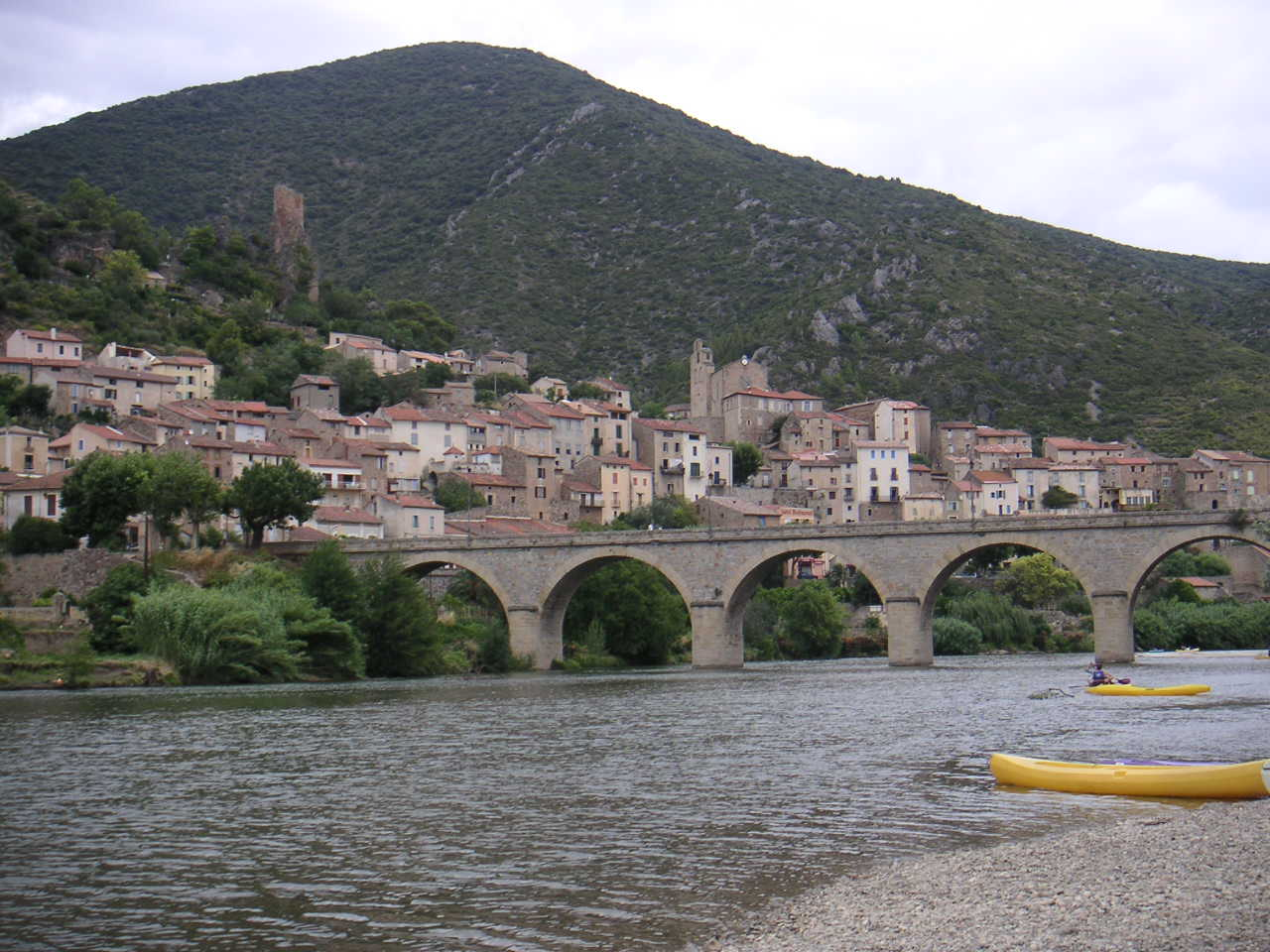
L’Orb à Roquebrun

Son régime hydrologique est dit pluvial cévenol.

### L'Orb à Béziers
Le débit de l'Orb a été observé sur une période de 42 ans (1966-2007), à Béziers, importante ville historique du département de l'Hérault, située près de son embouchure. L'Orb a atteint un pic lors des inondations le long de la vallée qui ont eu lieu en fin de semaine les 23 et 25 novembre 2004.
Le module de la rivière à cet endroit est de 23,7 m3/s, pour une surface de bassin de 1 330 km2.
L'Orb présente des fluctuations saisonnières de débit assez importantes, avec des crues d'hiver portant le débit mensuel moyen à un niveau situé entre 29 et 41 m3/s, de novembre à avril inclus (maximum en janvier), et des basses eaux d'été de juin à septembre, avec une baisse du débit moyen mensuel jusqu'à 5,3 m3/s au mois d'août.

### Étiage ou basses eaux
Aux étiages, le VCN3 peut chuter jusque 1,4 m3/s, en cas de période quinquennale sèche, ce qui n'est pas trop sévère.

### Crues
D'autre part les crues sont parfois extrêmement importantes engendrant ainsi de graves inondations. Les QIX 2 et QIX 5 valent respectivement 630 et 1 000 m3/s. Le QIX 10 est de 1 300 m3/s, tandis que le QIX 20 vaut 1 600 m3/s. Quant au QIX 50, il est de 1 900 m3/s, soit plus que celui de la Seine à Alfortville (entrée de Paris) qui ne se monte qu'à 1 600 m3/s.
Le débit instantané maximal enregistré a été de 1 630 m3/s le 5 décembre 1987, tandis que la valeur journalière maximale était de 1 430 m3/s le même jour, soit plus que le débit moyen du Rhône à Valence. En comparant le premier de ces chiffres avec l'échelle des QIX du fleuve, on constate que cette crue était d'ordre vicennal, c'est-à-dire destinée à se reproduire statistiquement tous les vingt ans.

Une crue centennale a eu lieu le 28 novembre 2014 avec des niveaux historiques à Bédarieux.

### Lame d'eau et débit spécifique
La lame d'eau écoulée dans le bassin de l'Orb est de 563 millimètres annuellement, ce qui est élevé, nettement supérieur à la moyenne d'ensemble de la France. Le débit spécifique (ou Qsp) se monte à 17,8 litres par seconde et par kilomètre carré de bassin.

## Aménagements et écologie

### Pont-canal de l'Orb à Béziers
Le canal du midi a donné lieu à l'un des plus grands ponts-canaux de France, le pont-canal de l'Orb à Béziers, monument historique depuis le 29 août 1996. Une passe à poissons a été aménagée sur le seuil de Thézan-lès-Béziers.

## Hydronymie
Le géographe et historien Grec Strabon (vers 60 av. J-C. - vers 20 apr. J.-C.) nomme en grec ancien : Ὄρβις (Órbis) « ce cours d'eau qui descend du mont Cemmène (Les Cévennes) » dans la publication de l'encyclopédie Geographica,. Le nom est repris par l'un des plus anciens géographes romains, Pomponius Mela, vers l'an 43 de notre ère, dans la publication de son ouvrage De chorographia,.
L'astrologue, astronome et l’un des précurseurs de la géographie, probablement romain, Claude Ptolémée (90-168 apr. J.-C.) nomme le cours d'eau en grec ancien : Ὄροβις (Órobis) dans la publication du manuel de géographie,,.
Le poète et historien latin Rufus Festus Avienus (305?-375?) publie vers l'an 350 l'ouvrage « Ora maritima » en nommant le cours d'eau Orobus.
Publiée en 1708, par le cartographe Guillaume Delisle (1675-1726), la carte du diocèse de Béziers mentionne le cours d'eau Orb. Il le nomme Orbe sur la carte intitulée « Gaule Cisalpine de la Ligurie et des pays voisins ».
Frank R. Hamlin propose que le nom dérive d'un mot hydronymique pré-indo-européen *or(o)b-, hypothétique et de sens inconnu.
Xavier Delamarre rattache la racine Orb- à toute une série d’anthroponymes, toponymes et hydronymes, dont *Orbia > l'Orge (rivière de l'Essonne, Urbia VIe siècle) et l'Orge (ruisseau de la Meuse, Orobia, sans date) qui contiennent selon lui un radical gaulois orb- désignant l'héritier (*orbios). Il compare avec le vieil irlandais orb « héritier, héritage », orbe « héritage, patrimoine » (*orbion). En effet, un ruisseau ou une rivière peuvent être considérés comme les héritières d'une rivière plus grande ou d'un fleuve. Inversement, l'Orb « hérite » d’une centaine d'affluents plus petits.

## Galerie

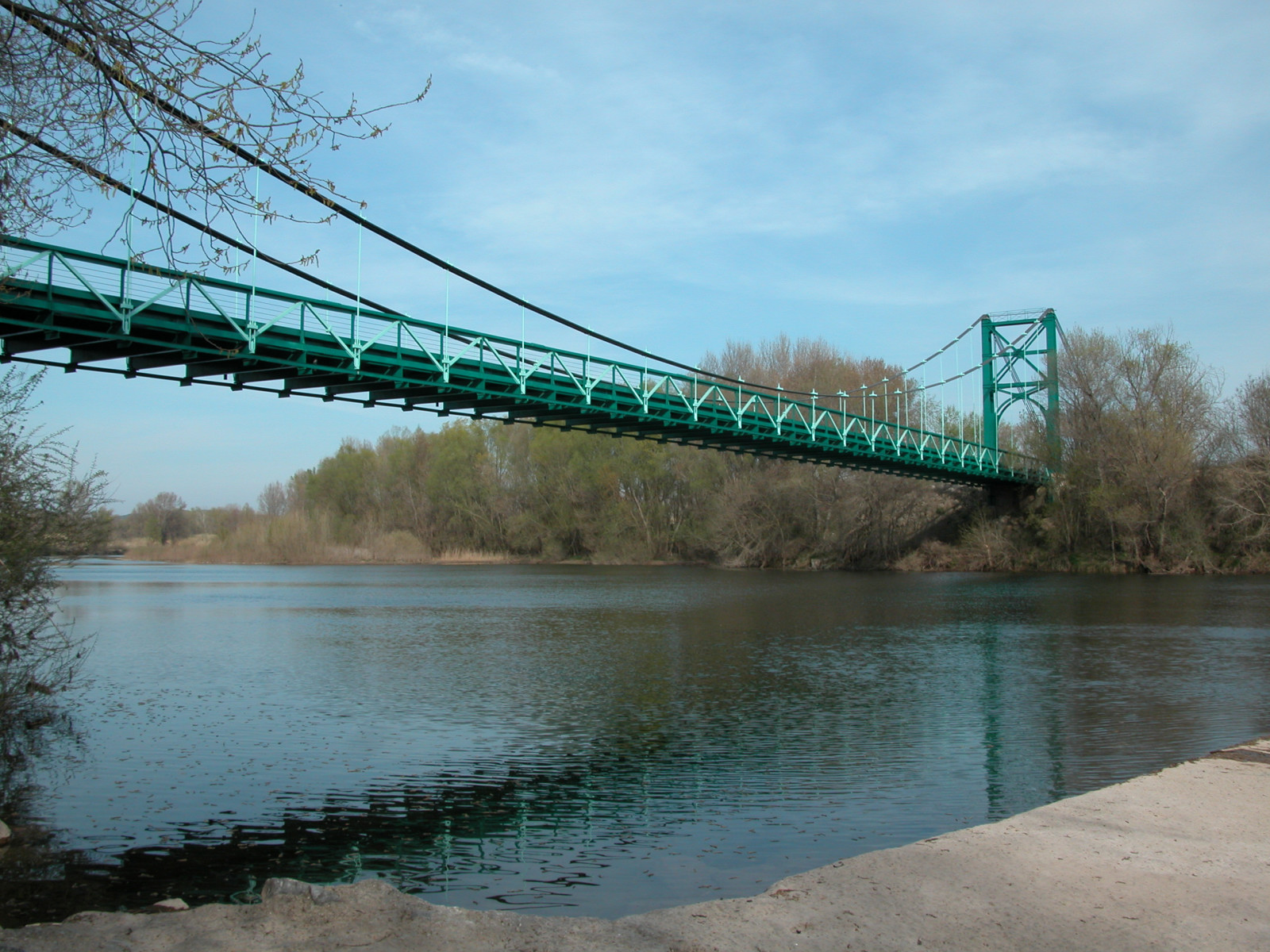
Pont de Cazouls.
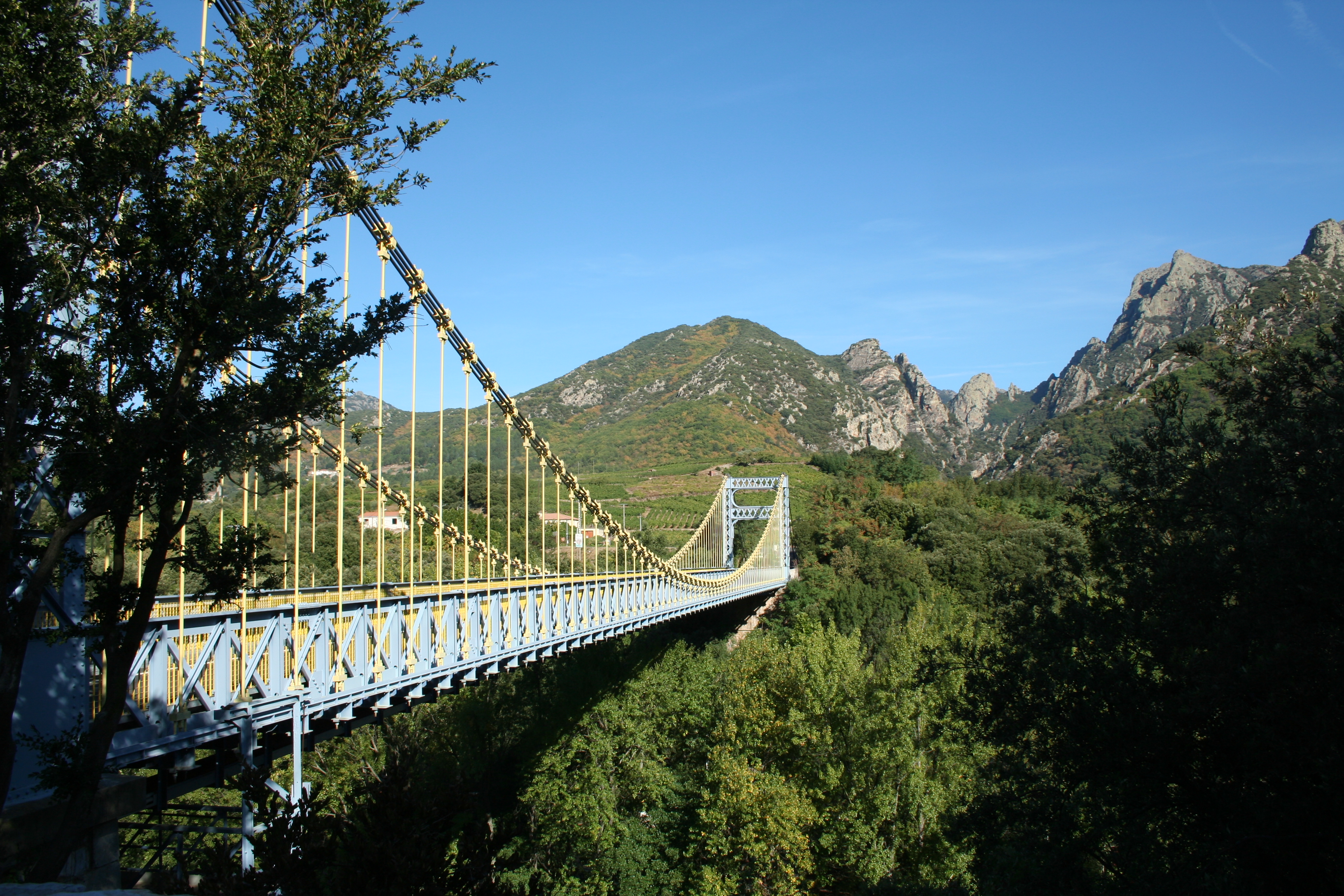
Pont de Tarassac.
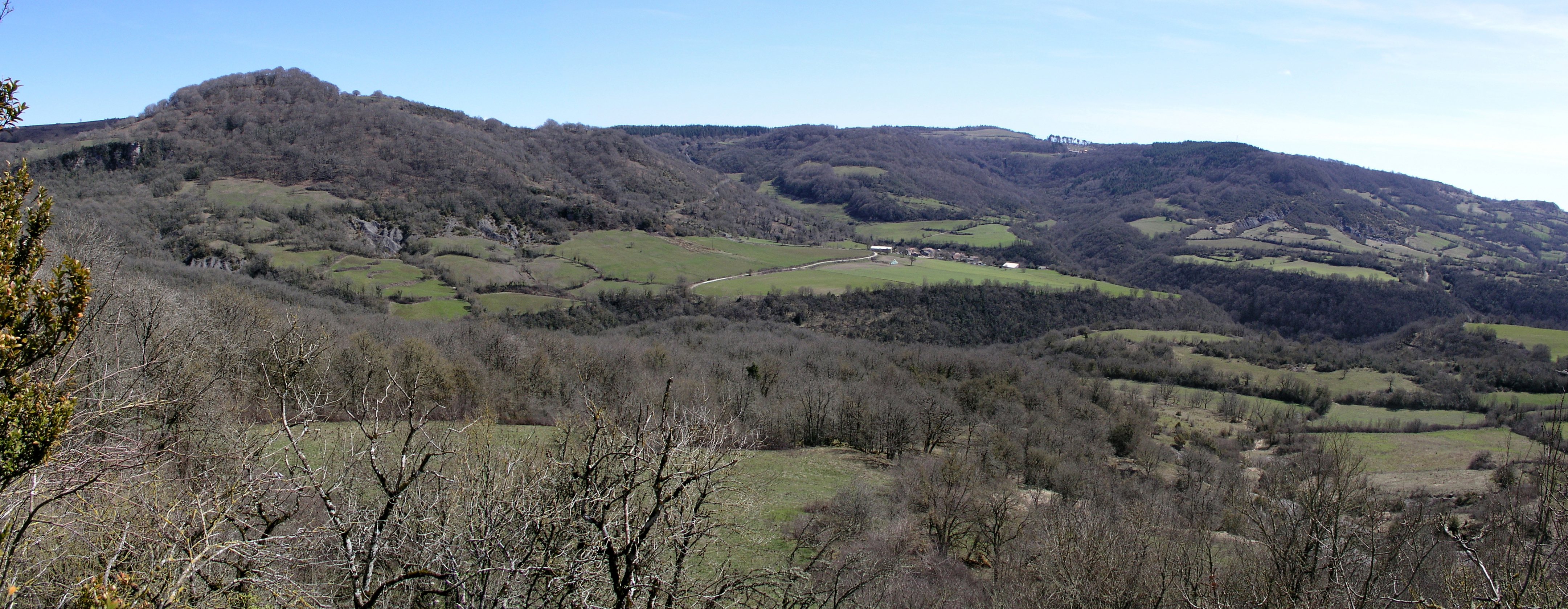
Le village de Romiguières et la chaîne de l'Escandorgue près de la source de l'Orb vus depuis les hauteurs de Bouviala.
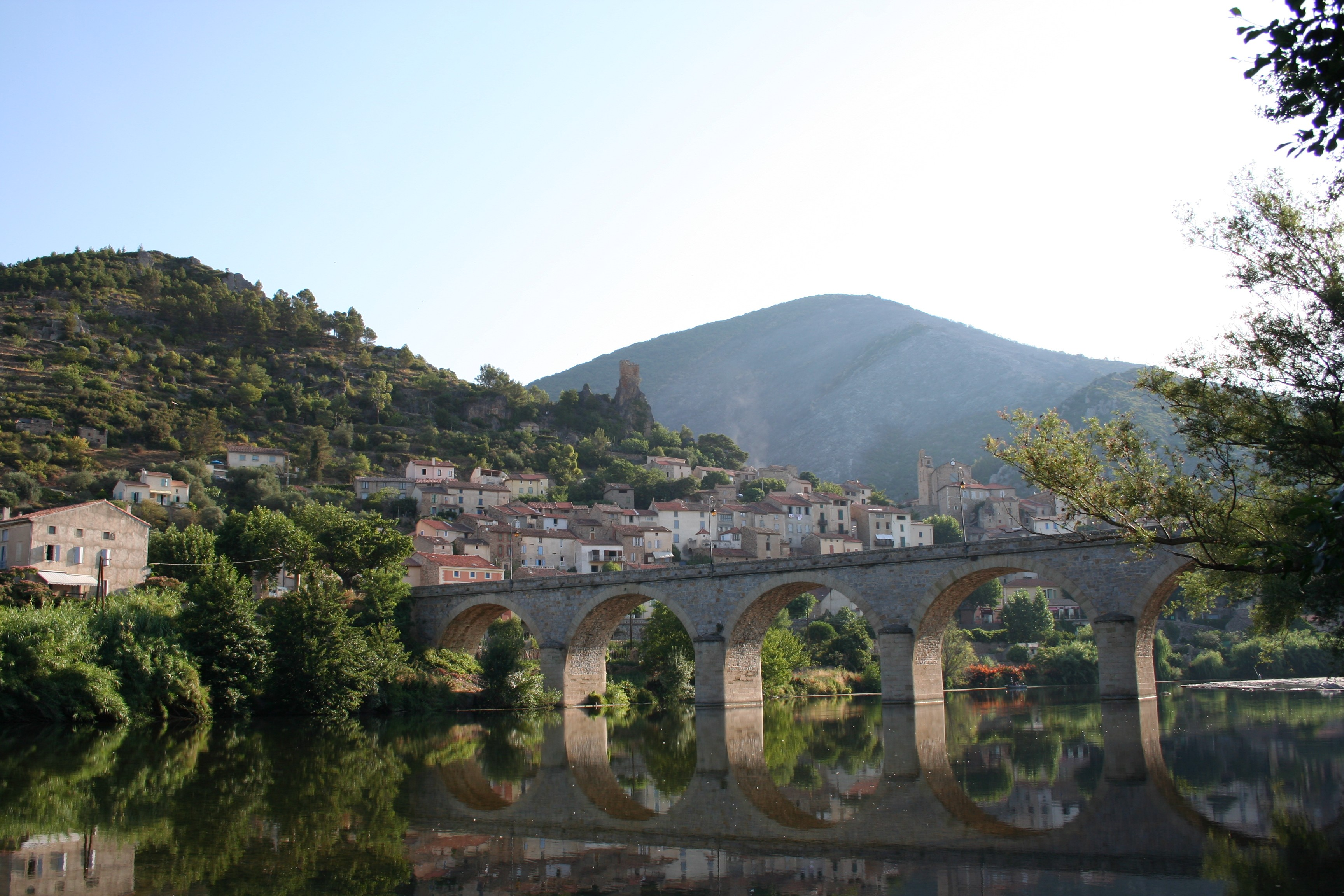
L’Orb à Roquebrun.
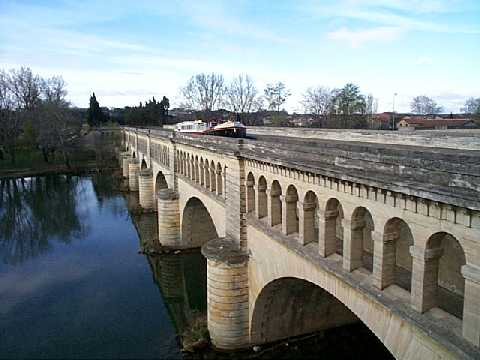
Pont canal permettant au canal du Midi de franchir le cours de l’Orb à Béziers.